# Bambie Thug
Bambie Thug, pseudonimo di Bambie Ray Robinson (Macroom, 6 marzo 1993), è una cantante irlandese.
Ha rappresentato l'Irlanda all'Eurovision Song Contest 2024 con il brano Doomsday Blue.

## Biografia
Bambie Thug nasce a Macroom, nella contea di Cork, da padre svedese e madre irlandese. Ha tre sorelle, anch'esse cresciute nella medesima città. Con la passione della danza sin da giovane, si trasferisce a Londra per proseguire i suoi studi grazie a una borsa di studio. Tuttavia, in seguito ad un infortunio al braccio, decide di dedicarsi allo studio del teatro musicale. Nel 2021 ha pubblicato il suo singolo di debutto Birthday, seguito dai singoli Psilocyber, una canzone su un virus informatico "psichedelico" e P.M.P., una canzone che promuove la positività sessuale.
Nell'aprile 2023 ha pubblicato il singolo Egregore, che ha anticipato l'uscita dell'EP Cathexis, da cui sono stati estratti i singoli Careless e Last Summer (I Know What You Did). L'11 gennaio 2024 è stata confermata la partecipazione di Bambie Thug a Eurosong 2024, evento che ha selezionato il rappresentante dell'Irlanda all'Eurovision Song Contest, dove ha presentato l'inedito Doomsday Blue. Nella selezione, svoltasi il successivo 26 gennaio all'interno di una puntata speciale del Late Late Show, Bambie Thug ha vinto la competizione dopo aver ottenuto il massimo dei punti da parte della giuria irlandese e del televoto, guadagnando il diritto di rappresentare l'Irlanda a Malmö. Nella gara di maggio, passa la prima semifinale al terzo posto, qualificando l'Irlanda alla finale dell'evento per la prima volta dal 2018. Nella finale dell'11 maggio, Bambie Thug ha ottenuto 278 punti, chiudendo al 6º posto, il miglior piazzamento per la nazione irlandese all'Eurovision dal 2000.

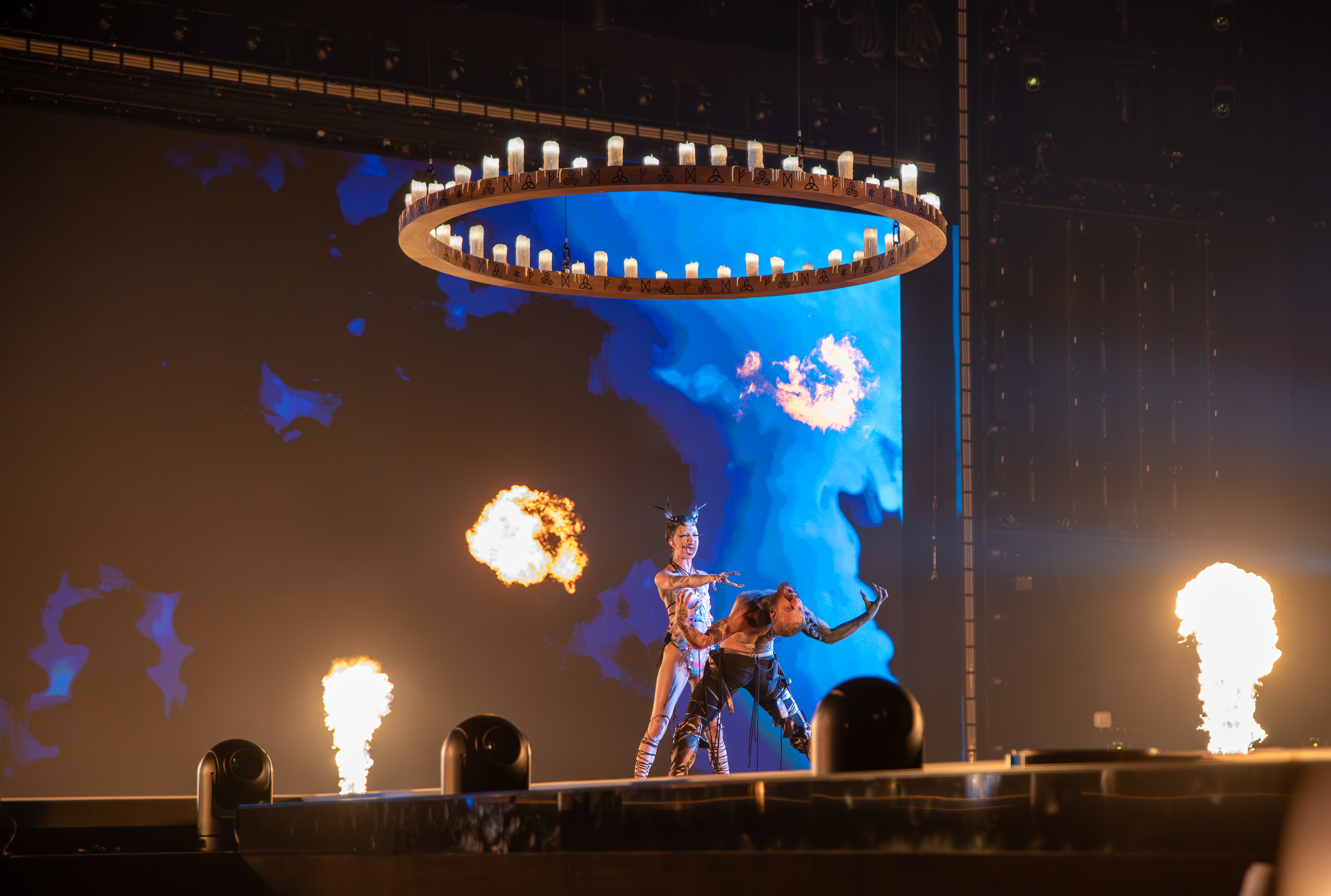
Bambie Thug durante le prove dell'Eurovision Song Contest 2024.

## Stile musicale
Bambie Thug utilizza il termine "ouija-pop" per descrivere la sua musica. Ha dichiarato di aver coniato il termine a causa di una riluttanza nell'essere "messi in una scatola", combinando invece numerosi generi.
In varie interviste, ha dichiarato che i suoi artisti preferiti sono Dolly Parton, Britney Spears, Nina Simone, Paul Simon, Joni Mitchell e i Led Zeppelin.

## Vita privata
Durante l'infanzia, a Bambie Thug è stato diagnosticato l'ADHD. È una persona non binaria, preferendo l'utilizzo dei pronomi they/them, di genere neutro.
Bambie Thug pratica la stregoneria, in particolare la magia dei sigilli e della manifestazione, oltre ad aver praticato in passato anche la magia del sangue. La stregoneria ha avuto una grande influenza sulla sua musica. Numerosi incantesimi e maledizioni sono inclusi in varie canzoni, e l'artista ha creato il proprio sigillo come logo ufficiale.
Bambie Thug ha espresso supporto per l'esclusione d’Israele all'Eurovision Song Contest 2024 come conseguenza della guerra Hamas-Israele, dichiarando che comunque tale decisione deve essere affidata all'UER.

## Discografia

### Extended play
- 2021 – Psilocyber
- 2021 – High Romancy
- 2023 – Cathexis

### Singoli
- 2021 – Birthday
- 2021 – P.M.P.
- 2022 – Kawasaki (I Love It)
- 2022 – Headbang
- 2022 – Tsunami (11:11)
- 2022 – Merry Christmas Baby
- 2023 – Egregore
- 2023 – Careless
- 2023 – Last Summer (I Know What You Did) (con Jinka)
- 2023 – Doomsday Blue
- 2024 – Hex So Heavy
- 2024 – Fangtasy